# 基什·加博尔
基什·加博尔（匈牙利語：Kis Gábor，1982年9月27日—），匈牙利男子水球运动员。他曾代表匈牙利参加2008年和2016年夏季奥林匹克运动会水球比赛，其中2008年奥运会获得一枚金牌。